# Козешты
Козешты (рум. Cozeşti, Козешть) — село в Сынжерейском районе Молдавии. Наряду с сёлами Григоровка и Петропавловка входит в состав коммуны Григоровка.

## География
Село расположено на высоте 91 метров над уровнем моря.

## Население
По данным переписи населения 2004 года, в селе Козешть проживает 652 человека (337 мужчин, 315 женщин).
Этнический состав села:
| Национальность | Число жителей | Процентный состав |
| -------------- | ------------- | ----------------- |
| молдаване      | 640           | 98.16             |
| украинцы       | 5             | 0.77              |
| русские        | 4             | 0.61              |
| румыны         | 3             | 0.46              |
| Всего          | 652           | 100%              |